# Mohamed El Baradei
Mohamed El Baradei, scris și ElBaradei, (în arabă محمد مصطفى البرادعي, transliterat: Muḥammad Muṣṭafā al-Barādaʿī; n. 17 iunie 1942, Cairo, Egipt) este un politician egiptean, fost director general al Agenției Internaționale pentru Energie Atomică, laureat al Premiului Nobel pentru Pace în 2005 și fost vicepreședinte al Egiptului între 14 iulie și 14 august 2013.

## Biografie
Mohamed El Baradei este fiul avocatului Mustafa El Baradei, fostul președinte al asociației "Egyptian Bar Association". Muhammad a studiat dreptul la Cairo, absolvind studiile în anul 1962. Cariera lui de diplomat începe în anul 1964, când reprezintă Egiptul la ONU, la New York și Geneva. În 1974 a promovat la "New York University School of Law" și apoi a lucrat la Ministerul de Externe al Egiptului. Muhammad a făcut parte din comisia internațională responsabilă de investigarea posibilei creări a armei nucleare în Iran. El-Baradei a dat dovadă de obiectivitate în timpul acestui control și nu s-a lăsat influențat de Guvernul George Bush.

## Începutul carierei
În 1962 își încheie studiile de drept la Universitatea din Cairo. În 1974 își ia doctoratul în drept internațional la "New York University School of Law". Cariera sa diplomatică începe mai devreme, în 1964, când va activa în cadrul Ministerului Afacerilor Externe al Egiptului. Va fi membru al misiunilor permanente ale statului egiptean la ONU (New York și Geneva). În 1980 va deveni cercetător la Institutul ONU pentru Formare și Cercetare ("United Nations Institute for Training and Research"). Începând cu anul 1984 activează în calitate de consilier juridic la Agenția Internațională pentru Energie Atomică (1984 - 1993) și ca asistent al directorului general pe probleme legate de relațiile externe (1993–1997). Mohamed El Baradei este membru al Asociației de Drept Internațional ("International Law Association") și al Societății Americane de Drept Internațional ("American Society of International Law").

## Agenția Internațională pentru Energie Atomică (AIEA)

##### Conflictul cu administrația americană
Mohamed El Baradei devine director general al Agenției Internaționale pentru Energie Atomică în anul 1997, fiind reales în funcție în 2001 și 2005. Unii cercetători consideră că alegerea sa ca director general AIEA în 1997 a fost o chestiune pur politică. Cu doar câteva luni mai înainte, la inițiativa administrației Clinton a fost eliberat din funcție compatriotul lui El Baradei, Boutros Boutros-Ghali, care deținuse funcția de Secretar General al ONU. Pentru a îndrepta situația, Egiptului i se oferă o altă funcție importantă.
Cu toate acestea, Statele Unite, cu o contribuție de 1/4 la bugetul agenției, se vor opune re-alegerii lui El Baradei pentru încă un termen. Acesta însă va fi susținut de majoritatea membrilor Consiliului Guvernatorilor. Predecesorul său, Hans Blix, a condus agenția timp de 16 ani, fiind ales de patru ori. Timp de șapte ani El Baradei a reușit să dezvolte relații temeinice cu majoritatea țărilor membre, cu excepția SUA. Pentru a bloca realegerea sa erau necesare 12 voturi din 35. Aveau drept de vot țările din Consiliul Guvernatorilor AIEA.

##### AIEA șiSaddam Hussein
Conflictul dintre Mohamed El Baradei și administrația americană se intensifică în 2002, când Statele Unite acuză regimul irakian de deținere a armelor de distrugere în masă și cer inspectorilor ONU să aducă probe în susținerea acestei ipoteze. Verificarea urma să fie condusă de El Baradei și Hans Blix. În urma verificării nu au fost obținute rezultatele așteptate de americani. Cu două săptămâni înainte de invazia Irakului (martie 2003) El Baradei va declara că inspectorii internaționali nu au depistat dovezile necesare pentru acuzarea Irakului de creare a unei arme nucleare. SUA vor acuza ONU de incompetență și vor trimite trupe militare în Irak. Directorul general AIEA afirma că deși nu a existat nici o dovadă a deținerii armelor de distrugere în masă de către statul irakian, presupusa prezență a acestora a servit drept argument în favoarea războiului. Cel mai mult a avut de suferit Hans Blix, șeful Comisiei ONU pentru Monitorizare și Verificare, care va părăsi organizația. Evenimentele ulterioare vor scoate în evidență faptul că AIEA și El Baradei au avut dreptate. După mai mulți ani de ocupație în Irak nu au fost găsite armele de distrugere în masă căutate.

##### AIEA acuză trupele americane
În octombrie 2004, cu puțin timp înaintea alegerilor prezidențiale din America, trupele americane pierd în Irak 377 tone de explozibil păstrat încă de la începutul ostilităților într-un complex militar situat la câteva zeci de kilometri sud de Bagdad. Această informație va fi folosită de candidatul democrat John Kerry împotriva democratului George W. Bush în campania din 2004. Casa Albă va suspecta AIEA considerând că informațiile au fost făcute publice în mod deliberat, pentru a împiedica realegerea lui George W. Bush. Drept urmare, americanii vor acuza serviciile speciale ruse de dispariția și transportarea explozibilului în Siria. Mohamed El Baradei a anunțat că din Irak au dispărut și echipamente nucleare importante, manifestându-și totodată neliniștea cu privire la folosirea acestora pentru crearea armelor de distrugere în masă. Mai târziu, SUA va refuza experților AIEA cererea de inspectare a obiectelor nucleare irakiene.

##### AIEA și Iranul
Conflicte mai grave apar atunci când SUA acuză Iranul de încălcare a principiului neproliferării armelor nucleare. El Baradei și Consiliul Guvernatorilor AIEA vor refuza să susțină demersurile SUA, iar inspectorii agenției vor constata că încălcările de care era acuzat Iranul la acea vreme erau nesemnificative.
Mohamed El Baradei consideră că radicalizarea atomică este eșecul democrațiilor occidentale, nu a agenției pe care o conduce. Acesta afirma la un moment dat: “Nu cred că agenția pe care o conduc a eșuat în proiectele sale. Am făcut tot ce am putut. AIEA nu poate lua decizii politice și nu are nici capacitatea de a le implementa. Nu putem mărșălui într-o țară fără consimțământul ei prealabil". Totodată, el recunoaște că iranienii au dat informații false în trecut, fapt care a creat un deficit de încredere, însă nu vede bine nici decizia americanilor de a interzice în totalitate orice formă de îmbogățire a uraniului.

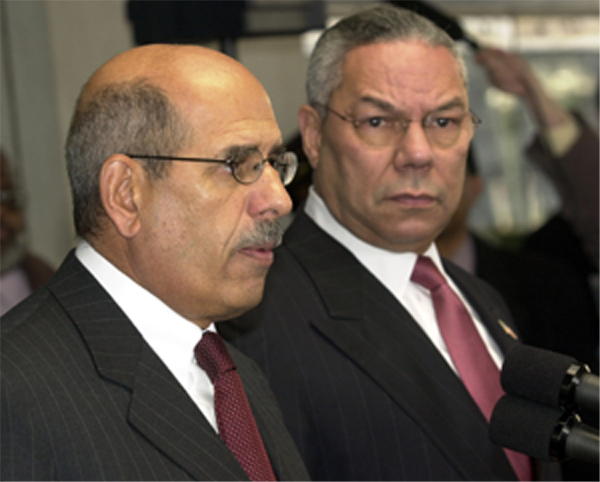
Colin Powell și El Baradei

##### Schimbarea strategiei SUA
În iunie 2005 Departamentul de Stat American a declarat că susține candidatura lui Mohamed El Baradei pentru un al treilea mandat. Deși foarte nemulțumiți, americanii nu reușesc să adune suficiente voturi împotriva acestuia. Pe 13 iunie 2005 candidatura sa va fi susținută unanim de reprezentanții celor 35 de țări din Consiliul Guvernatorilor. El Baradei va încerca să remedieze neînțelegerile cu SUA făcând concesii legate de dosarele nucleare nord-coreean și iranian.  La începutul lunii mai 2005 acesta va declara că statul nord-coreean are suficient plutoniu pentru 6 dispozitive nucleare.

##### Premiul Nobel pentru Pace și alte distincții
Pe 7 octombrie 2005 Comitetul Nobel de la Oslo a anunțat decernarea Premiului Nobel pentru Pace Agenției Internaționale pentru Energie Atomică și liderului acesteia, Muhammad al-Baradei, pentru eforturile lor de „prevenire a folosirii energiei nucleare în scopuri militare” și de garantare a folosirii energiei nucleare pentru scopuri pașnice „în cel mai sigur mod posibil”. Decernarea oficială a premiului a avut loc în luna decembrie 2005, în capitala Norvegiei.
În 2008 El Baradei primește Premiul Indira Gandhi pentru Pace, Dezarmare și Dezvoltare.

## Politica egipteană

##### Revoluția egipteană din 2011
Majoritatea covârșitoare a protestatarilor egipteni nu aparțineau unei structuri politice, fiind oameni de rând mobilizați de nemulțumirea față de guvernare. Nu exista un lider declarat al protestatarilor, iar opoziția instituționalizată lipsea cu desăvârșire. În aceste condiții, mulți analiști consideră că El Baradei putea să devină noul șef al statului egiptean după căderea regimului lui Hosni Mubarak. În ianuarie acesta va declara că este gata să conducă un guvern de tranziție, dacă aceasta este voința poporului: "Dacă oamenii vor să conduc tranziția, nu îi voi dezamăgi" . Pe 28 ianuarie va fi plasat sub arest la domiciliu. Ulterior, se va alătura manifestanților din Piața Tahrir și va afirma că "încercarea lui Mubarak de a rămâne la putere este fără sorți de izbândă și disperată (...); este clar că Mubarak trebuie să plece astăzi (...); îl sfătuiesc să plece astăzi și să salveze țara".

##### Participarea la alegerile prezidențiale
Inițial, Mohamed El Baradei nu și-a declarat intenția de a deveni președinte al Egiptului. Acesta va declara într-un interviu că va candida la președinție doar dacă poporul îi va cere asta și doar dacă vor fi organizate alegeri democratice. Pe 10 martie 2011 acesta va afirma că este gata să participe la alegeri, însă își va schimba poziția destul de curând.

##### Președinte al Partidului Constituției
În aprilie 2012 El Baradei împreună cu un grup de intelectuali și activiști egipteni au pus bazele unui partid liberal, numit Partidul Constituției. El Baradei spera ca partidul nou-creat să atragă, în principal, tinerii care s-au revoltat și au participat la înlăturarea regimului lui Hosni Mubarak.

##### Vicepreședinte
Imediat după lovitura de stat din iunie 2013 și înlăturarea de la putere a lui Muhammad Mursi, El Baradei s-a întâlnit cu ministrul apărării, Abd al-Fattah as-Sisi și a discutat cu acesta aspecte ale noii strategii politice egiptene. Printre acestea se număra și numirea lui Adli Mansour în funcția de președinte interimar al Egiptului. Mohamed El Baradei va asista la anunțul făcut de generalul Abd al-Fattah as-Sisi cu privire la înlăturarea de la putere a lui  Morsi și suspendarea temporară a Constituției.
Numele lui al-Baradei a fost imediat menționat atunci când s-a pus problema ocupării funcției de prim-ministru interimar. Existau însă structuri politice egiptene care se opuneau unei posibile numiri a lui Muhammad al-Baradei în funcția respectivă - partidul ultraconservator "an-Nur" (Ḥizb an‑Nūr). Baradei insuși părea dezinteresat. Pe 14 iulie 2013 acesta va fi investit în funcția de vicepreședinte.

## Viața personală și alte informații
Mohamed El Baradei este căsătorit cu ‘Aida al-Kāshif (عايدة الكاشف) și are cu aceasta doi copii. Fiica lor, Layla, este avocat și locuiește la Londra, iar fiul, Mustafa, este manager IT și este stabilt la Cairo. Acesta vorbește fluent engleza și franceza, cunoscând și "destulă germană încât să se descurce la Viena".
El Baradei se declară împotriva oricărui tip de violență. În iunie 2013 acesta va scrie pe contul său oficial de Twitter: "condamn cu fermitate toate formele de violență împotriva oamenilor, indiferent de convingerile sau identitatea acestora. Cu cât suntem mai pașnici, cu atât mai puternici devenim".

##### Interviuri și luări de cuvânt
- BBC: ElBaradei warns of Egypt poll chaos
- BBC: Mohamed ElBaradei: The Egyptian people have revolted
- BBC: Mohamed ElBaradei: 'Postpone Egypt referendum'
- CNN: ElBaradei: We need to work together
- Der Spiegel: ElBaradei Speaks Out against Morsi: 'Not Even the Pharaohs Had So Much Authority'
- Der Spiegel: Interview with Egyptian Politician ElBaradei: 'This Was Not a Coup'
- Foreign Policy: Interview: Mohamed ElBaradei
- Interviu cu Mohamed El Baradei: "Wir bauen Druck auf"
- The Guardian (transcript) Interviu Mohammed ElBaradei
- The New York Times: An Interview With ElBaradei
- The Washington Post: An interview with Mohamed ElBaradei, who hopes for reconciliation in Egypt
- YouTube: ElBaradei on multinational nuclear fuel cycle (IAEAvideo)
- YouTube: Elbaradei urges Mubarak to step down (Al Jazeera English)
- YouTube: Frost Over the World - Mohamed ElBaradei (Al Jazeera English)
- YouTube: IAEA Chief ElBaradei Reports on Iran
- YouTube: Last Word: Dr. elBaradei Announces his intention to run for Presidency
- YouTube: Mohamed ElBaradei - Estoril Conferences 2011